# Harald Schultz-Hencke
Harald Alfred Carl-Ludwig Schultz-Hencke (* 18. August 1892 in Berlin; † 23. Mai 1953 ebenda) war ein deutscher Psychoanalytiker und als „Nicht-Freudianer“ Vertreter der Neopsychoanalyse.

## Leben
Harald Schultz-Hencke, Sohn des Chemikers Dankmar Schultz-Hencke, studierte ab 1911 Medizin, Philosophie und Psychiatrie in Freiburg im Breisgau (bei Heinrich Rickert, Edmund Husserl, Martin Heidegger, Alfred Hoche und Ferdinand Adolf Kehrer). 1914 ging Harald Schultz-Hencke freiwillig als Militärarzt in den Krieg, 1917 erwarb er seine Approbation.
Nach dem Abschluss des Medizinstudiums wandte er sich der Psychoanalyse zu. „Ursprünglich wollte Schultz-Hencke eine Analyse bei Freud selbst machen. Nachdem Freud ihn nicht angenommen hatte (die Gründe sind nicht bekannt), ging er zu Sándor Radó.“ 1922 begann er seine Ausbildung am Berliner Psychoanalytischen Institut (BPI; Karl-Abraham-Institut). Von 1927 bis 1928 war er Dozent am BPI. Am BPI organisierte er zusammen mit Otto Fenichel das sogenannte Kinderseminar, eine inoffizielle Diskussionsgruppe jüngerer Psychoanalytiker, die neben dem offiziellen Lehrbetrieb bestand.
Wegen seiner Kritik an der freudschen Metapsychologie und Libidotheorie und seiner aktiven therapeutischen Methode erhielt er ein Lehrverbot. In Schicksal und Neurose (1931) stellte Schultz-Hencke seine Kritik der klassischen Psychoanalyse dar.
Er unterstützte 1933 die Gründung der weltanschaulich nationalsozialistischen Deutschen Allgemeinen Ärztlichen Gesellschaft für Psychotherapie durch den Nervenarzt Walter Cimbal, um die Auflösung der Allgemeinen Ärztlichen Gesellschaft für Psychotherapie durch die Nationalsozialisten zu verhindern. Vorsitzender der neuen Gesellschaft wurde Matthias Heinrich Göring.
Wie der spätere Nervenarzt Felix Boehm, Carl Müller-Braunschweig, der Psychoanalytiker Werner Kemper (1899–1975) und einige andere nichtjüdische Psychoanalytiker wurde Schultz-Hencke Mitglied des auch Göring-Institut genannten Deutschen Instituts für psychologische Forschung und Psychotherapie. „Das Deutsche Institut für psychologische Forschung und Psychotherapie wurde im Mai 1936 auf Veranlassung des Reichsärzteführers Gerhard Wagner und des Reichsministeriums des Inneren mit dem offiziellen Ziel gegründet, eine ‚Neue Deutsche Seelenheilkunde‘ aus einer Verbindung aller drei am Institut vertretenen Hauptströmungen (Freudianer, Jungianer, Adlerianer) und verschiedener einzelner Forschungsrichtungen herauszuarbeiten, zu lehren und eine Poliklinik zu unterhalten.“ Schultz-Hencke befasste sich wie unter anderem J. H. Schultz, Maria Kalau vom Hofe, Gustav Richard Heyer, August Vetter, Göring und der Leiter der Forschungsabteilung Hans von Hattingberg auch mit Homosexualität.
Auf Verlangen der Behörden kam es 1938 zur Auflösung der Deutschen Psychoanalytischen Gesellschaft (DPG), womit auch die Mitgliedschaft in der Internationalen Psychoanalytischen Vereinigung (IPV) erlosch. Schultz-Hencke bildete in dieser Zeit unter anderen Gerhard Kujath tiefenpsychologisch aus.
Am 4. Mai 1945 gründete Schultz-Hencke mit Werner Kemper als „Galionsfigur“ das Institut für Psychopathologie und Psychotherapie (IPP), das von ihm geleitet wurde. Im Herbst 1945 folgte die Gründung der Neoanalytischen Vereinigung, wobei die Neoanalyse gemäß Schultz-Hencke alle Schulen verbinden sollte. 1948 wurde er Vizedirektor und Leiter der Prophylaxe des aus dem IPP hervorgegangenen Zentralinstituts für psychogene Erkrankungen der Versicherungsanstalt Berlin (VAB). 1949 wurde er als Professor für Psychotherapie an die Humboldt-Universität berufen.
Nach der Zerstörung des Göring-Instituts gründete sich am 16. Oktober 1945 die DPG unter dem Namen Berliner Psychoanalytische Gesellschaft wieder. Unterschiede im Verständnis von Psychoanalyse, die in der Zeit des Nationalsozialismus latent geblieben waren, traten jetzt in den Vordergrund.
Auf dem ersten internationalen psychoanalytischen Kongress nach dem Krieg kam es 1949 in Zürich zu einer Kontroverse zwischen den Neo-Analytikern um Schultz-Hencke und den Freudianern um Müller-Braunschweig.
„Die Internationale Psychoanalytische Vereinigung, deren überwiegender Teil unmittelbar oder mittelbar unter der nationalsozialistischen Gewaltherrschaft gelitten hatte, mußte sich nun mit zwei überaus brisanten Fragen auseinandersetzen:
1. inwieweit die Vertreter der Psychoanalyse durch den Nationalsozialismus korrumpiert worden waren;
2. ob Schultz-Henckes Position noch als Psychoanalyse gelten konnte.
In der öffentlichen Diskussion gelang es nicht, beide Fragen klar voneinander zu unterscheiden. Unversehens wurde Schultz-Hencke mit dem Nationalsozialismus identifiziert. Während sich an der Position Boehms wohl die Kritik an der Haltung der deutschen Psychoanalytiker festmachte, galt der Theorie Schultz-Henckes die ideologische „Abrechnung“ mit den „Kollaborateuren“; denn die Diskussion spitzte sich so weit zu, dass deutlich wurde, dass die gesamte deutsche Gruppe nur dann in die IPV aufgenommen würde, wenn Schultz-Hencke ausgeschlossen würde. Da Schultz-Hencke nicht zum Austritt bereit war, gründete Müller-Braunschweig (der im Gegensatz zur alle Schulen verbindenden Neoanalyse eine ausschließlich psychoanalytische Ausbildung bewahren wollte,) mit einer kleinen Gruppe von Psychoanalytikern die Deutsche Psychoanalytische Vereinigung (DPV) und trat aus der DPG aus. Der größere Teil blieb bei Schultz-Hencke.“
Die DPV wurde 1951 in die Internationale Psychoanalytische Vereinigung aufgenommen, die Neopsychoanalyse Schultz-Henckes blieb international weitgehend isoliert. Die Neopsychoanalyse blieb für die DPG bis in die 60er Jahre prägend, ehe die DPG sich wieder der klassischen Psychoanalyse annäherte.

## Werk
Schultz-Henckes Persönlichkeitstheorie baut gemäß seinen Angaben auf Freud auf und besteht zu einem Drittel aus Auffassungen von Alfred Adler und Carl Gustav Jung. Seine Auffassungen gelten unter den neo-psychoanalytischen Theorien als die empirisch am besten abgesicherten.
Schultz-Hencke hat wichtige psychodynamische Begriffe wie „Antriebserleben“, „Hemmung“, „Neurosenstruktur“, „Versuchungssituation“ und „Versagungssituation“ geprägt bzw. in die psychoanalytische Terminologie eingeführt.
Die Möglichkeit der Erhaltung der Psychotherapie im Dritten Reich innerhalb des Göring-Institutes und die Gründung des Zentralinstituts für psychogene Erkrankungen durch die Versicherungsanstalt in Berlin (VAB) nach dem Zweiten Weltkrieg, trugen zur Entwicklung der Psychotherapie in Deutschland bei. Bei dieser Entwicklung waren die Neo-Analytiker oder Schultz-Henckianer in Berlin wie auch in München führend.
Zu den Schülern von Schultz-Hencke gehören u. a. Annemarie Dührssen und Udo Derbolowsky.

## Schriften (Auswahl)

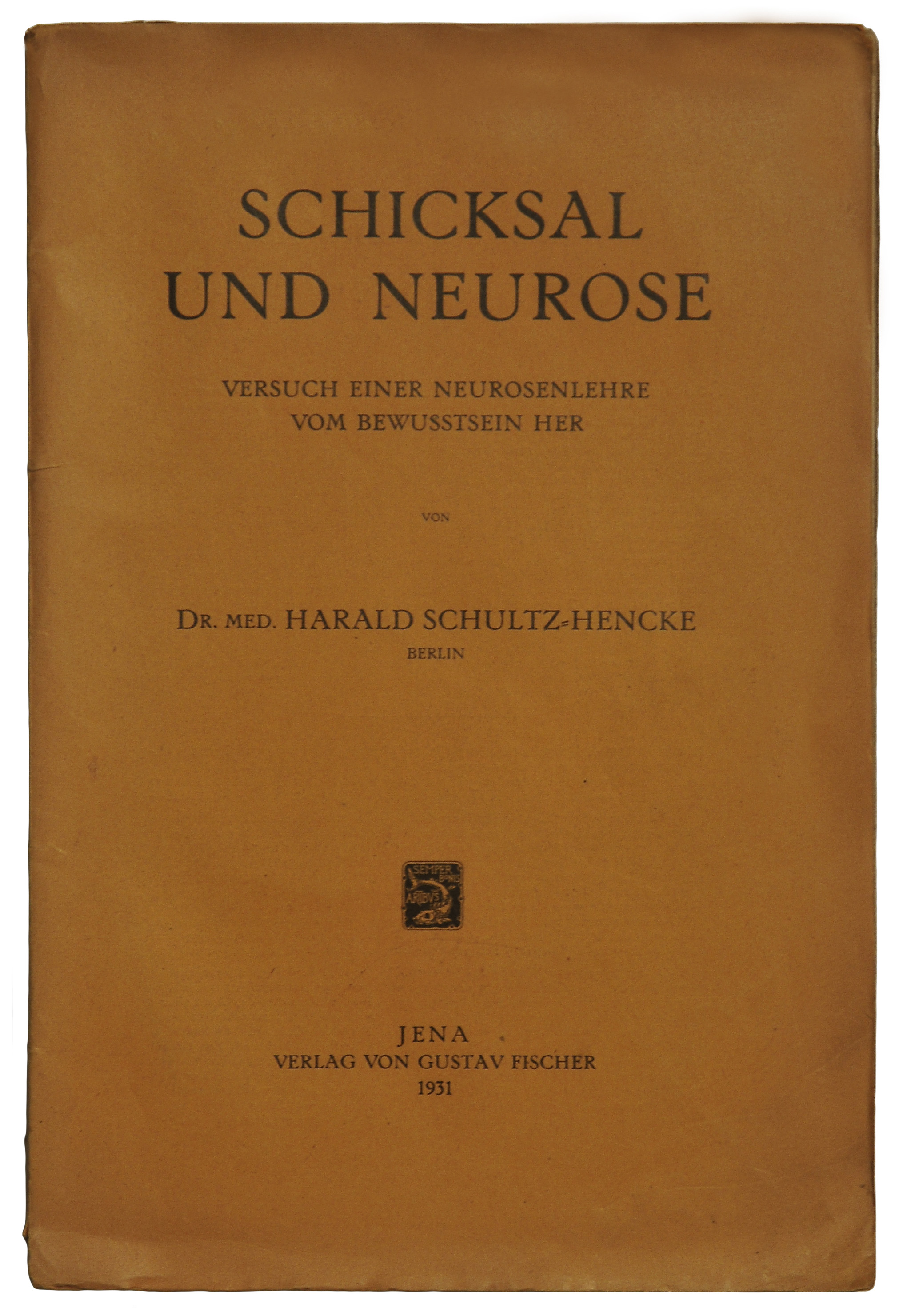
1931
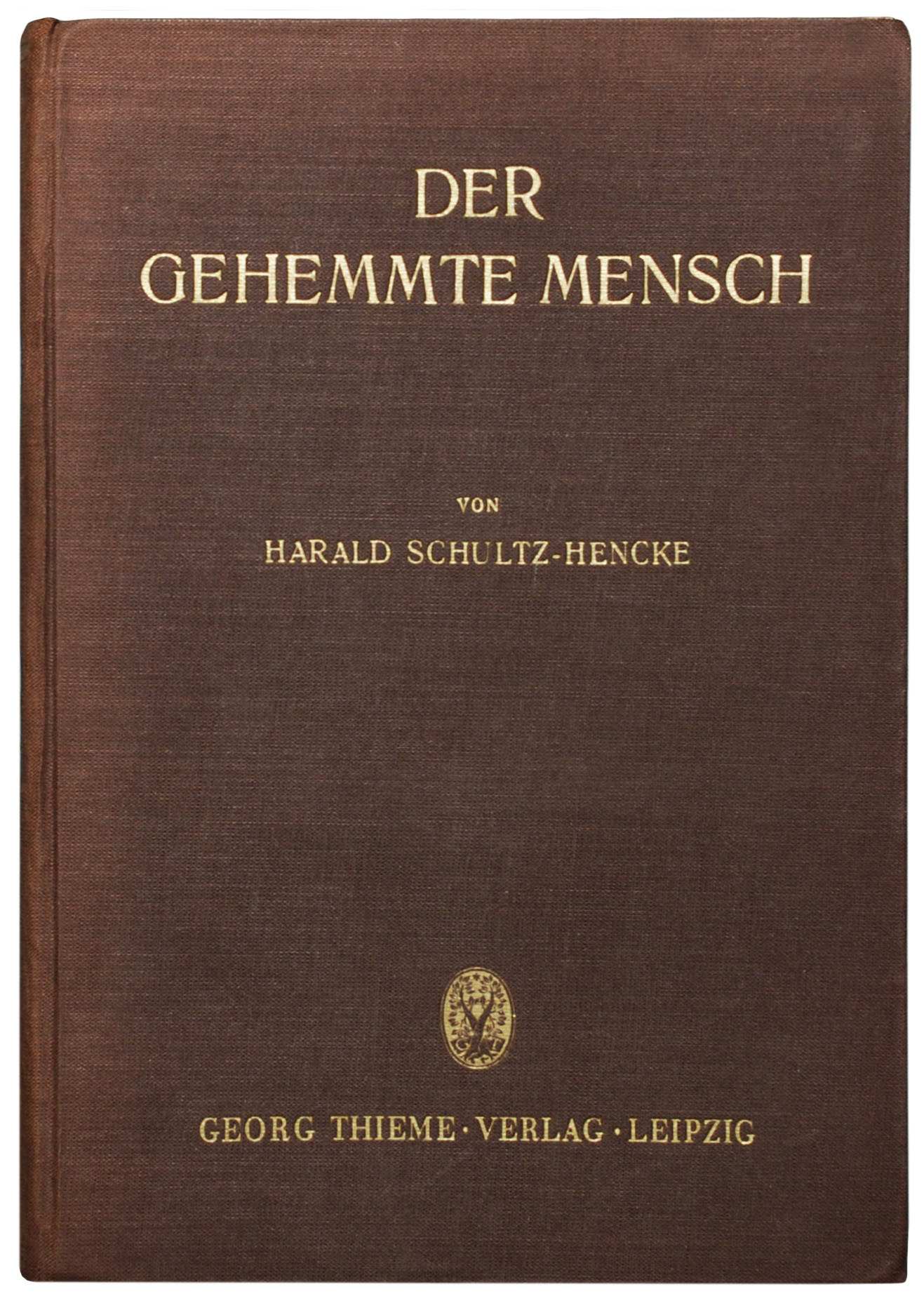
1940
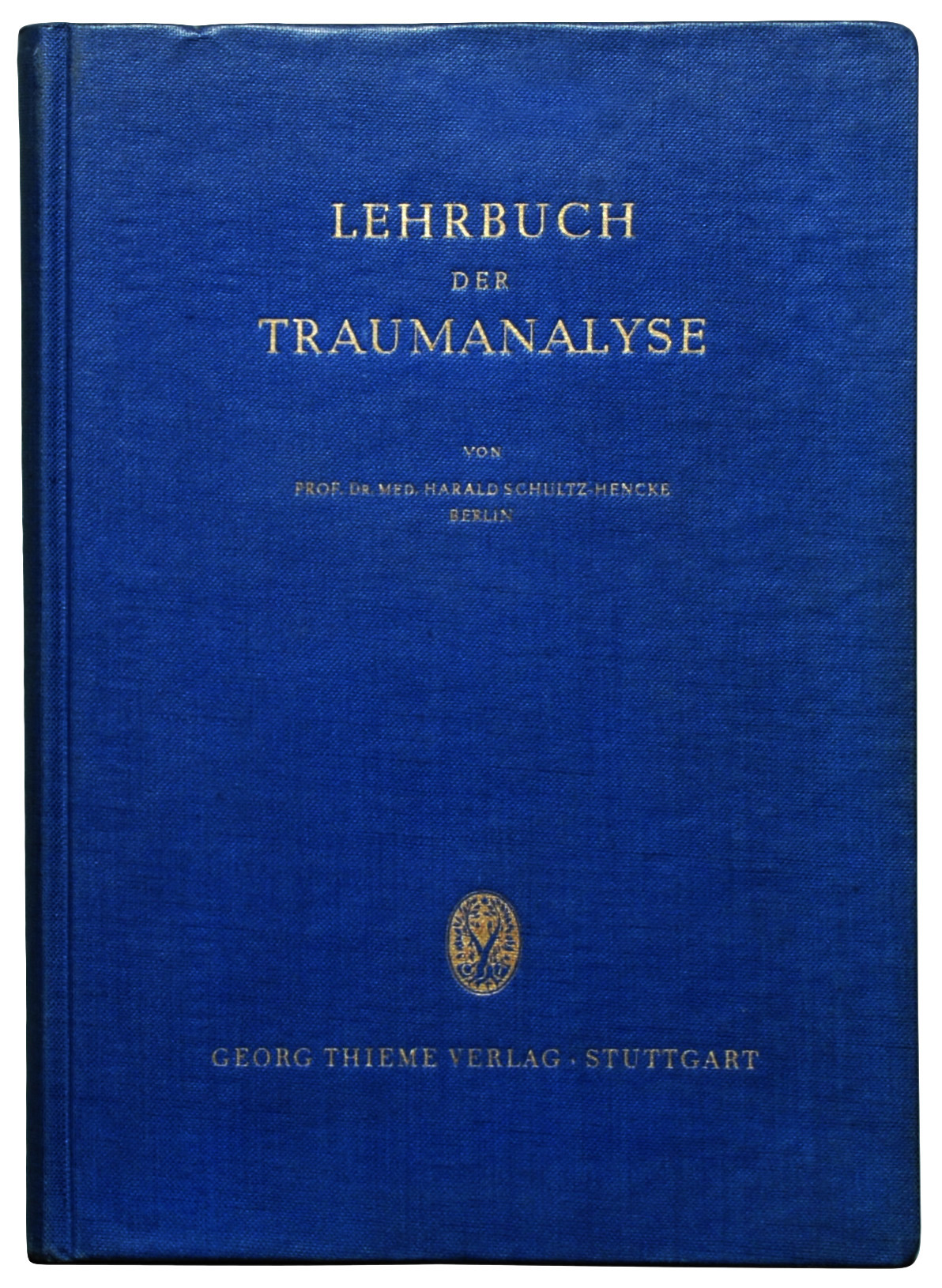
1949

- Der Einfluß des militärischen Kriegsdienstes auf die progressive Paralyse. Speyer & Kaerner, Freiburg i. B. 1917.
- Der Sinn unserer Zeit und die freien Volkshochschulen als Vorkämpfer neuen Bildungswesens : Grundsätzliches z. Revolutionierung von Schule u. Unterricht. Volkshaus-Verlag, Berlin-Wilmersdorf 1920.
- Einführung in die Psychoanalyse. G. Fischer, Jena 1927.
- Schicksal und Neurose: Versuch einer Neurosenlehre vom Bewusstsein her. G. Fischer, Jena 1931.
- Der gehemmte Mensch: Entwurf eines Lehrbuches der Neo-Psychoanalyse. 1940. 6. Auflage, Thieme Stuttgart 1989, ISBN 3-13-401806-3.
- Lehrbuch der Traumanalyse. Thieme, Stuttgart 1949.